# Ed Wood
Edward Davis Wood, Jr. (n. 10 octombrie 1924 - d. 10 decembrie 1978), mai bine cunoscut sub numele Ed Wood a fost un scenarist american, regizor, producător, actor, autor și editor, care a efectuat deseori multe dintre aceste funcții simultan. În anii 1950 Wood a făcut o serie de filme ieftine și proaste, acum considerate fascinante și umoristice datorită erorilor tehnice ale acestora.

## Filmografie parțială

### Regie
- 1951 - The Sun Was Setting
- 1953 - Trick Shooting with Kenne Duncan
- 1953 - Glen or Glenda
- 1953 - Crossroad Avenger: The Adventures of the Tucson Kid
- 1953 - Boots
- 1954 - Jail Bait
- 1955 - Bride of the Monster
- 1957 - The Night the Banshee Cried
- 1957 - Final Curtain
- 1959 - Plan 9 from Outer Space
- 1959 - Night of the Ghouls
- 1960 - The Sinister Urge
- 1970 - Take It Out in Trade
- 1971 - The Young Marrieds
- 1971 - 'Necromania': A Tale of Weird Love!
- 1993 - Hellborn
- 1995 - Take It Out in Trade: The Outtakes
- 1995 - Crossroads of Laredo